# 衛公子開方
衛公子開方（？—？），衛國人物，春秋戰國時期對他的主要記載都來自於《管子》以及《韓非子》，兩者皆有紀錄齊桓公於管仲病重時探望管仲，管仲則都是建議齊桓公遠離衛公子開方，但齊桓公皆未聽，最後被軟禁，死後屍體長蟲未下葬。
《清華簡》中所記載的衛公子開方和衛文公為同一人，但史記中紀載衛公子開方於齊孝公死後殺其子，並立公子潘為王，即為齊昭公，這兩者並不相符。

## 生平及評價

### 《管子》

#### 管仲的評價
《管子·小稱》中記載在管仲病重時，齊桓公親自探望管仲，並詢問他有什麼遺言，管仲建議齊桓公遠離易牙、豎刁、堂巫、衛公子開方四人，管仲認為衛公子開方侍奉齊桓公十五年，皆沒有回去探親，而且齊與衛之間的路程不過數日，沒有人不愛自己雙親，若連自己都親人都不愛了，怎麼會愛齊桓公。
除此之外在《管子·戒》中也提到管仲於重病時對齊桓公說遺言時，將衛公子開方比喻成西城中的狗，並且每天都想咬人，現在是管仲拿木枷鎖住他才沒讓衛公子開方得逞，並且衛公子開方放棄千乘之國的太子地位來服侍齊桓公，這代表衛公子開方想從齊桓公身上得到的一定比千乘之國還要多，因此建議齊桓公一定要除掉他，在當時齊桓公也答應了。

#### 管仲死後
管仲死後，齊桓公憎恨四人（易牙、豎刁、堂巫、衛公子開方），將四人的官職解除，並驅逐出宮外，但於管仲病死後十個月，管仲推薦的人濕朋也死了，此時齊桓公認為缺少衛公子開方的甜言蜜語(於《管子·小稱》中記載驅逐衛公子開方後感覺自己的朝政沒有條理)，便覺得管仲雖然身為聖人，但難免會出錯，於是便將四人召回，又過了一年，四人一同叛亂，並將齊桓公圍困在寢宮之中，而且不許任何人見他，後來有一名宮女從小洞進入到齊桓公住所，齊桓公詢問宮女為什麼食物和水都得不到，宮女回答說是因為易牙、豎刁、堂巫、公子開方四人瓜分了齊國，道路已經十天不通，並且衛公子開方已經將齊國七百多社送給了衛國，食物也將得不到了，齊桓公聽完後後悔著自己不聽管仲的勸告並掩面而死，但卻沒有被發現並安葬，死後十一天，直到從屍體中爬出的蟲子都流出了門外，其他人才知道齊桓公已經死亡，並用楊門的門板來埋葬齊桓公。

### 《韓非子》
於《韓非子》中只有提到易牙、豎刁、衛公子開方三人，並沒有提到堂巫，但跟《管子》中所記錄的一樣，管仲認為衛公子開方服侍齊桓公十五年，不理會自己的母親而未回去，連他自己的母親都不愛了，怎麼可能愛齊桓公，而且也建議齊桓公遠離衛公子開方等三人，齊桓公也跟《管子》的記載中的一樣不聽管仲的勸告，最後被三人給圍困於室中到死，死後三個月後蟲子都流出門外還未下葬。